# Glyphis glyphis
Requin lancette
Espèce
Statut de conservation UICN

 EN C2a(i) : En danger
Répartition géographique
Glyphis glyphis (requin lancette) est une espèce de requins.
Il vit dans le Pacifique ouest, de 5°Nord à 21°Sud et peut atteindre 2 mètres 50 de long.